# Schijnbotten
De Schijnbotten (Paralichthyidae) zijn een familie in de orde van de Platvissen (Pleuronectiformes). Zij liggen op de zeebodem op hun rechterkant; beide ogen bevinden zich op de linkerkant van het hoofd. Ze worden aangetroffen in gematigde en tropische wateren van de Atlantische, Indische en Stille Oceaan. Verschillend soorten zijn belangrijke commerciële en sportvissen, in het bijzonder de Paralichthys californicus en de Citharichthys sordidus.

## Geslachten
- Ancylopsetta Gill, 1864
- Cephalopsetta Dutt and Rao, 1965
- Citharichthys Bleeker, 1862
- Cyclopsetta Gill, 1889
- Etropus Jordan and Gilbert, 18
- Gastropsetta Bean, 1895
- Hippoglossina Steindachner, 1876
- Paralichthys Girard, 1858
- Pseudorhombus Bleeker, 1862
- Syacium Ranzani, 1842
- Tarphops Jordan and Thompson, 1914
- Tephrinectes Günther, 1862
- Thysanopsetta Günther, 1880
- Xystreurys Jordan and Gilbert, 1880